# Paul Frankl

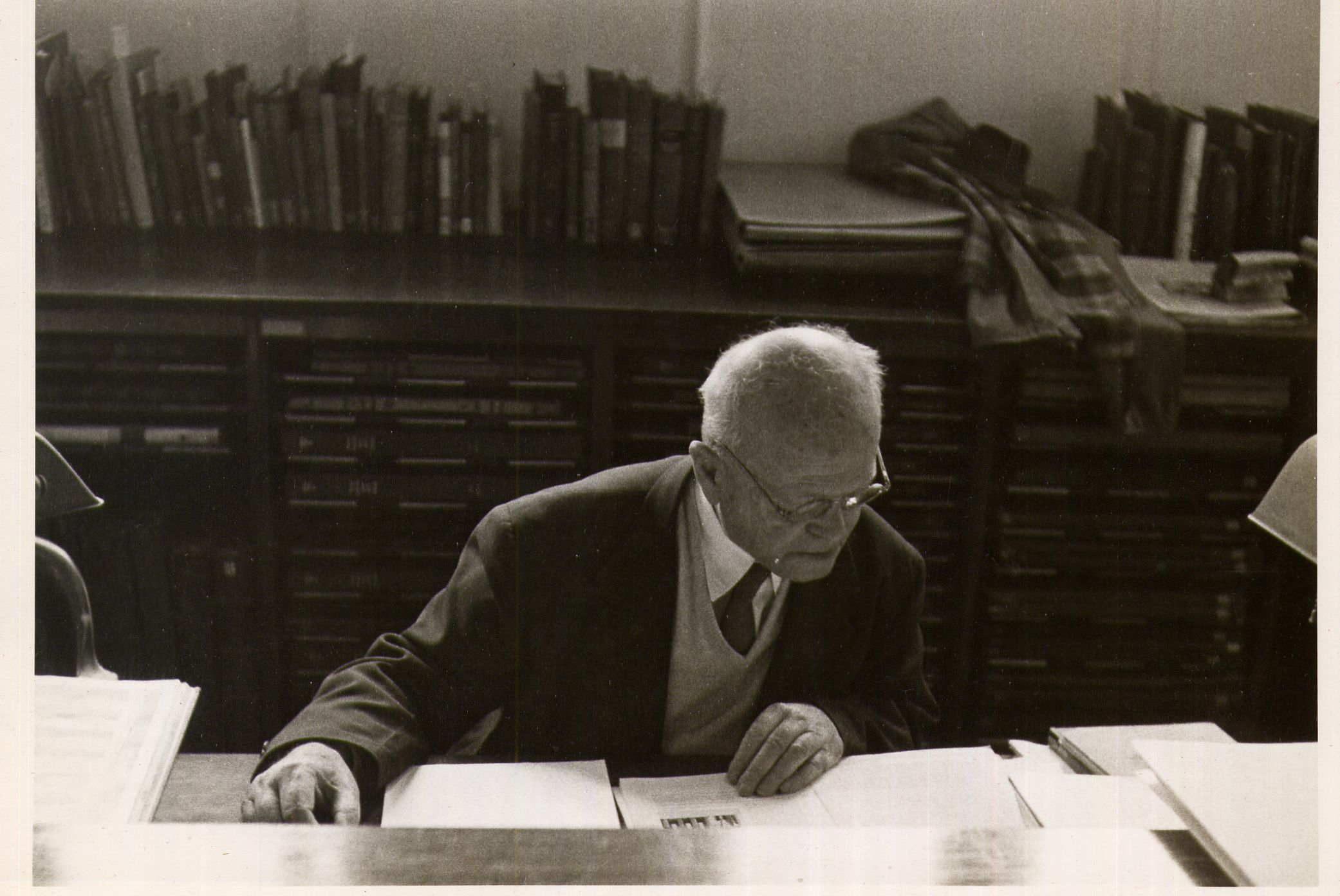
Paul Frankl in 1958

Paul Frankl (Praag, 2 januari 1878 - Princeton, 22 april 1962) was een Duits kunsthistoricus.
Frankl studeerde eerst architectuur, maar in 1907 besloot hij toch kunstgeschiedenis in München te gaan studeren. In 1910 ontving hij zijn doctoraat en in 1921 werd hij professor. In het jaar was 1933 werd hij ontslagen en kreeg hij een publicatieverbod vanwege zijn Joodse afkomst. Eind jaren 30 reisde hij naar de Verenigde Staten, waar hij vanaf 1940 aan de Institute for Advanced Study in Princeton werkte. Hij was de broer van de Oostenrijkse feministe Olly Schwarz.

## Werken
- Die Renaissancearchitektur in Italien (1912)
- Die Entwicklungsphasen der neueren Baukunst (1914)
- Meinungen über Wesen und Herkunft der Gotik (1923)
- Das System der Kunstwissenschaft (1938)
- The secret of the medieval mason; The art bulletin (1945)
- The Gothic. Literary sources and interpretations through 8 centuries [Engelse vertaling: Priscilla Silz] (Princeton University Press, Princeton, 1965)

## Verder lezen
- (de)  Ulrike Wendland: Biographisches Handbuch deutschsprachiger Kunsthistoriker im Exil. Leben und Werk der unter dem Nationalsozialismus verfolgten und vertriebenen Wissenschaftler (Saur, München, 1999, vol. 1, p. 152-157)

- Bibsys: 90181632
- Bibliothèque nationale de France: cb12190421j (data)
- Catàleg d'autoritats de noms i títols de Catalunya: 981058518064306706
- CiNii: DA00625450
- Gemeinsame Normdatei: 115671994
- International Standard Name Identifier: 0000 0001 0874 7246
- Library of Congress Control Number: n88111777
- Nationale Bibliotheek van Letland: 000028827
- Bibliotheek van het Japanse parlement: 00440033
- Nationale Bibliotheek van Tsjechië: xx0086620
- Nationale Bibliotheek van Israël: 987007277486805171
- Nationale Bibliotheek van Polen: a0000002238880
- Nationale en Universitaire bibliotheek Zagreb: 000385066
- Nederlandse Thesaurus van Auteursnamen: 070088365
- Réseau des bibliothèques de Suisse occidentale: 02-A003259967
- SNAC: w66t39fn
- Système universitaire de documentation: 030502993
- Union List of Artist Names: 500317917
- Virtual International Authority File: 17268292
- WorldCat: E39PBJdRBp9xMb4TyDcxYmgBT3